# Câu lạc bộ kho

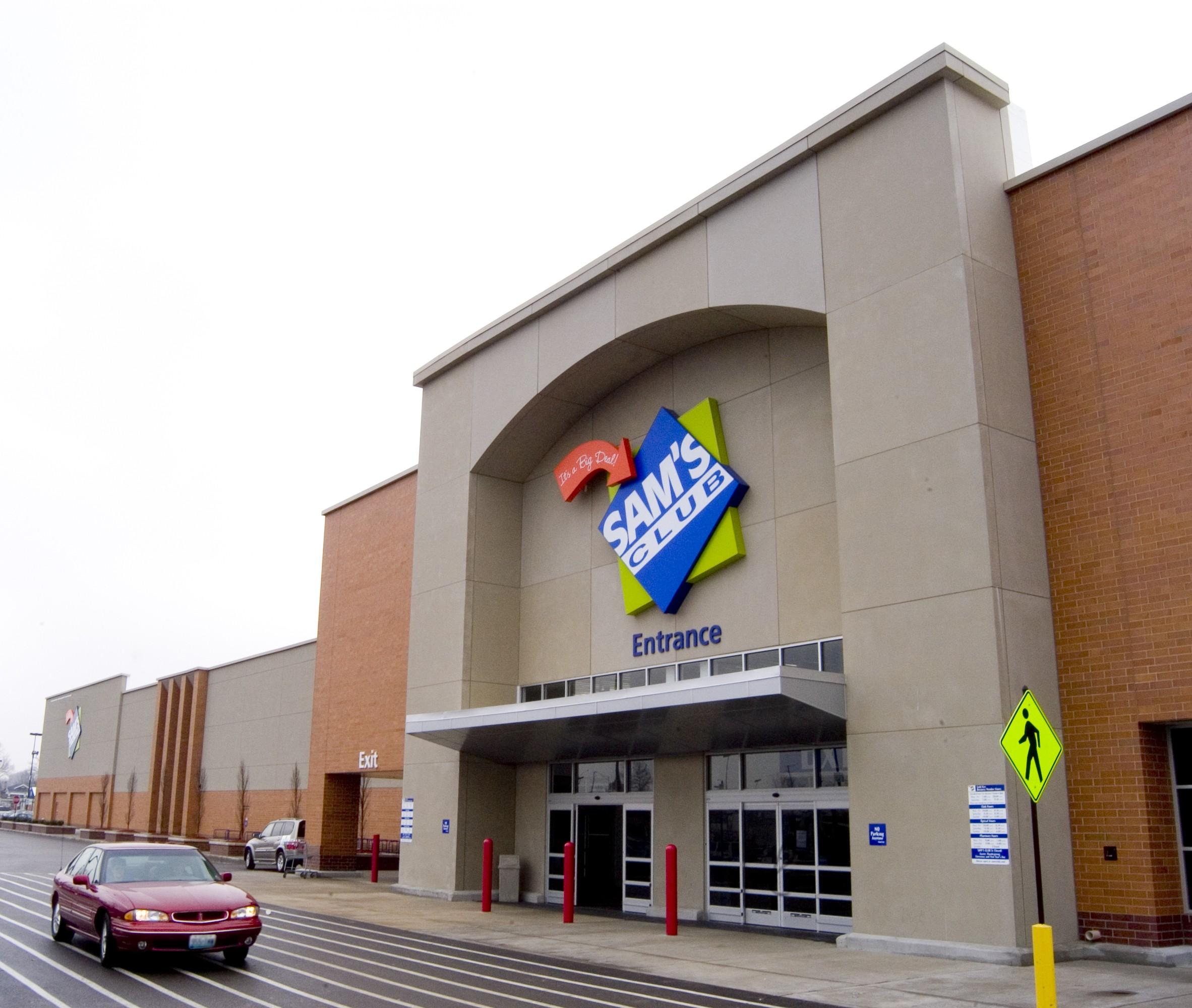
Bên ngoài cửa hàng câu lạc bộ kho Sam's Club (có logo cũ) ở Maplewood, Missouri, ngoại ô St. Louis

Câu lạc bộ kho (hay câu lạc bộ bán buôn) là một cửa hàng bán lẻ, thường bán nhiều loại hàng hóa, trong đó khách hàng có thể mua số lượng lớn, bán buôn các sản phẩm của cửa hàng, khiến các câu lạc bộ này hấp dẫn cả thợ săn mặc cả và chủ doanh nghiệp nhỏ. Các câu lạc bộ có thể giữ giá thấp  do hình thức không kiểu cách của các cửa hàng. Ngoài ra, khách hàng có thể phải trả phí thành viên hàng năm để mua sắm.
Tư cách thành viên trong một câu lạc bộ kho bề ngoài giống như trong hợp tác xã tiêu dùng, nhưng thiếu các yếu tố chính bao gồm sở hữu hợp tác và kiểm soát thành viên dân chủ. Việc sử dụng giá của các thành viên mà không có quyền sở hữu hợp tác đôi khi cũng được sử dụng trong các quán bar và sòng bạc.

## Lịch sử

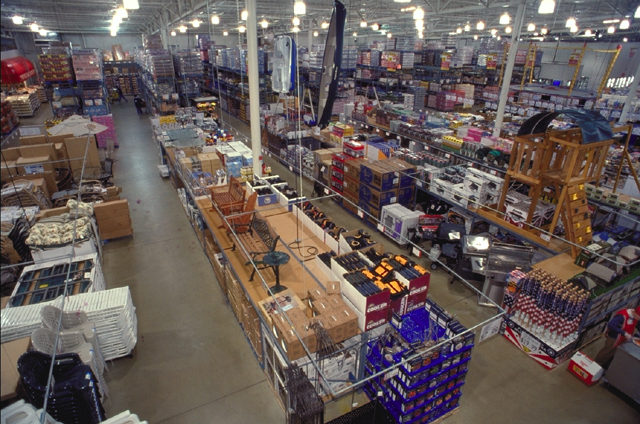
Câu lạc bộ bán buôn của BJ ở Virginia

Năm 1971, Công ty chè Đại Tây Dương và Thái Bình Dương (A & P) đã khai trương Warehouse Economy Outlet (WEO) đầu tiên của họ, một hình thức kho chỉ tồn tại vài năm. Sol Price thành lập FedMart vào năm 1954, một cửa hàng giảm giá đầu tiên của Hoa Kỳ. Sol và con trai Robert Price thành lập Câu lạc bộ Giá tại San Diego vào năm 1976 như là câu lạc bộ kho đầu tiên của họ. Năm 1982, nhà tiên phong giảm giá John Geisse đã thành lập Câu lạc bộ bán buôn Indianapolis, ông đã bán cho Sam's Club vào năm 1991.
Năm 1983, Costco Wholesale, Kho thành viên Pace của Kmart (sau đó được bán cho Sam's Club) và Sam's Club bắt đầu hoạt động. Câu lạc bộ bán buôn của BJ được bắt đầu vào năm 1984 bởi cựu giám đốc của The Wholesale Club và thuộc sở hữu của Zayre.
Tính đến  năm 2010, có ba chuỗi câu lạc bộ kho hoạt động tại Hoa Kỳ. Costco và Sam's Club là những chuỗi lớn nhất. Sam's Club, một bộ phận của Walmart, đã có một cơ sở thành viên gồm 47 triệu người và 602 cửa hàng trên khắp Hoa Kỳ. Costco có địa điểm tại bảy quốc gia khác bao gồm Canada, Mexico, Vương quốc Anh, Nhật Bản, Hàn Quốc, Đài Loan và Úc. Câu lạc bộ bán buôn của BJ là một trong những đối thủ cạnh tranh nhỏ hơn với các cửa hàng chủ yếu ở miền Đông Hoa Kỳ.

## Ví dụ
- Costco, hoạt động tại Mỹ, Canada, Mexico, Anh, Úc, Tây Ban Nha, Nhật Bản và các quốc gia khác
- Sam's Club, hoạt động tại Mỹ, Mexico và các quốc gia khác
- Câu lạc bộ bán buôn của BJ, chỉ hoạt động ở Mỹ
- Makro, hoạt động ở châu Âu, Nam Phi, Pakistan và những nơi khác; hoạt động trước đây ở Mỹ, Venezuela và Philippines.
- PriceSmart, hoạt động ở Trung Mỹ và Caribbean; hoạt động trước đây ở khu vực châu Á-Thái Bình Dương
- Sam's Club, chỉ hoạt động ở Mexico
- Câu lạc bộ bán buôn, chỉ hoạt động ở Canada

### Không còn tồn tại
- Câu lạc bộ bán buôn Mỹ (1986 lồng1989)
- Câu lạc bộ người mua, một chuỗi thuộc sở hữu độc lập của Denver
- Câu lạc bộ Bán buôn, biến thành cửa hàng thiết bị văn phòng, sau đó cũng ngừng hoạt động
- Fedco, phá sản năm 1999 (hầu hết các cửa hàng được mua bởi Target Stores)
- Cửa hàng bách hóa thành viên GEM & GEX (Yêu cầu thành viên như Câu lạc bộ kho)
- Gemco, 1959 Vang1986, thuộc sở hữu của Lucky Stores
- HomeClub, một kho cải thiện nhà, sau này trở thành HomeBase và sau đó ngừng hoạt động vào năm 2000
- Max-Club, thuộc sở hữu của SuperValu (Hoa Kỳ)
- Kho thành viên PACE, thuộc sở hữu của Kmart, sáp nhập với Sam's Club
- Câu lạc bộ giá, sáp nhập với Costco vào năm 1993
- Câu lạc bộ bán buôn Price Savers, sáp nhập với PACE Warehouse Club, sau đó sáp nhập với Sam's Club
- Sam's Club ở Canada 2003-2009
- SourceClub, thuộc sở hữu của Meijer
- Super Saver, sáp nhập với Sam's Club (Đông Nam Hoa Kỳ)
- Câu lạc bộ bán buôn, sáp nhập với Câu lạc bộ Sam
- Titan Warehouse Club Inc., một khái niệm kho hàng đầu tiên ở Canada có trụ sở tại Calgary với các địa điểm ở khu vực Toronto / Kitchener / Stoney Creek trong năm 1985-1994
- Warehouse Club, là một công ty đại chúng

## Bán rượu không cần tư cách thành viên ở Mỹ
Nhiều khu vực pháp lý nghiêm cấm việc giảm giá rượu vì lý do quảng cáo, có nghĩa là ngay cả trong các câu lạc bộ kho, thành viên và không phải thành viên sẽ phải trả giá như nhau. Một số ví dụ ở Hoa Kỳ được bao gồm dưới đây: 
- Arkansas
- Arizona
- California
- Connecticut
- Delaware
- Hawaii
- Idaho
- Indiana
- Iowa
- Massachusetts[4]
- Michigan
- Minnesota
- Missouri
- Nebraska
- New Hampshire
- New York
- Ohio
- Texas
- Utah
- Vermont
- Virginia